# Artillerie- und Infanteriekaserne Neustrelitz

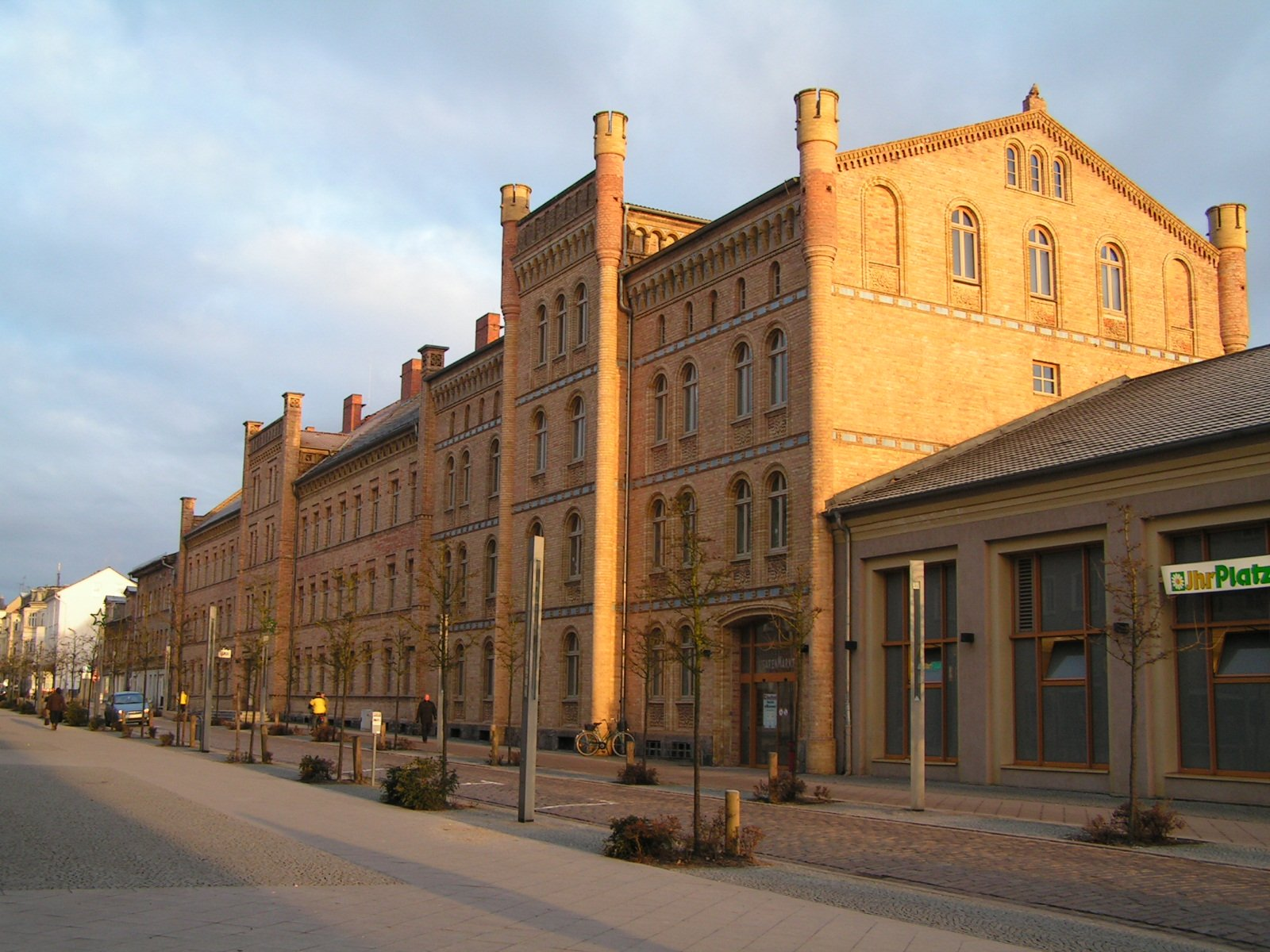
Gebäudefront der ehem. Kaserne an der Strelitzer Straße

Die ehemalige Artillerie- und Infanteriekaserne, auch Alte Kaserne genannt, in Neustrelitz (Mecklenburg-Vorpommern), Strelitzer Straße 22–25 / Kasernenstraße, stammt aus dem 19. Jahrhundert. Heute ist hier das Einkaufszentrum Husarenmarkt.
Das Gebäude steht unter Denkmalschutz.

## Geschichte

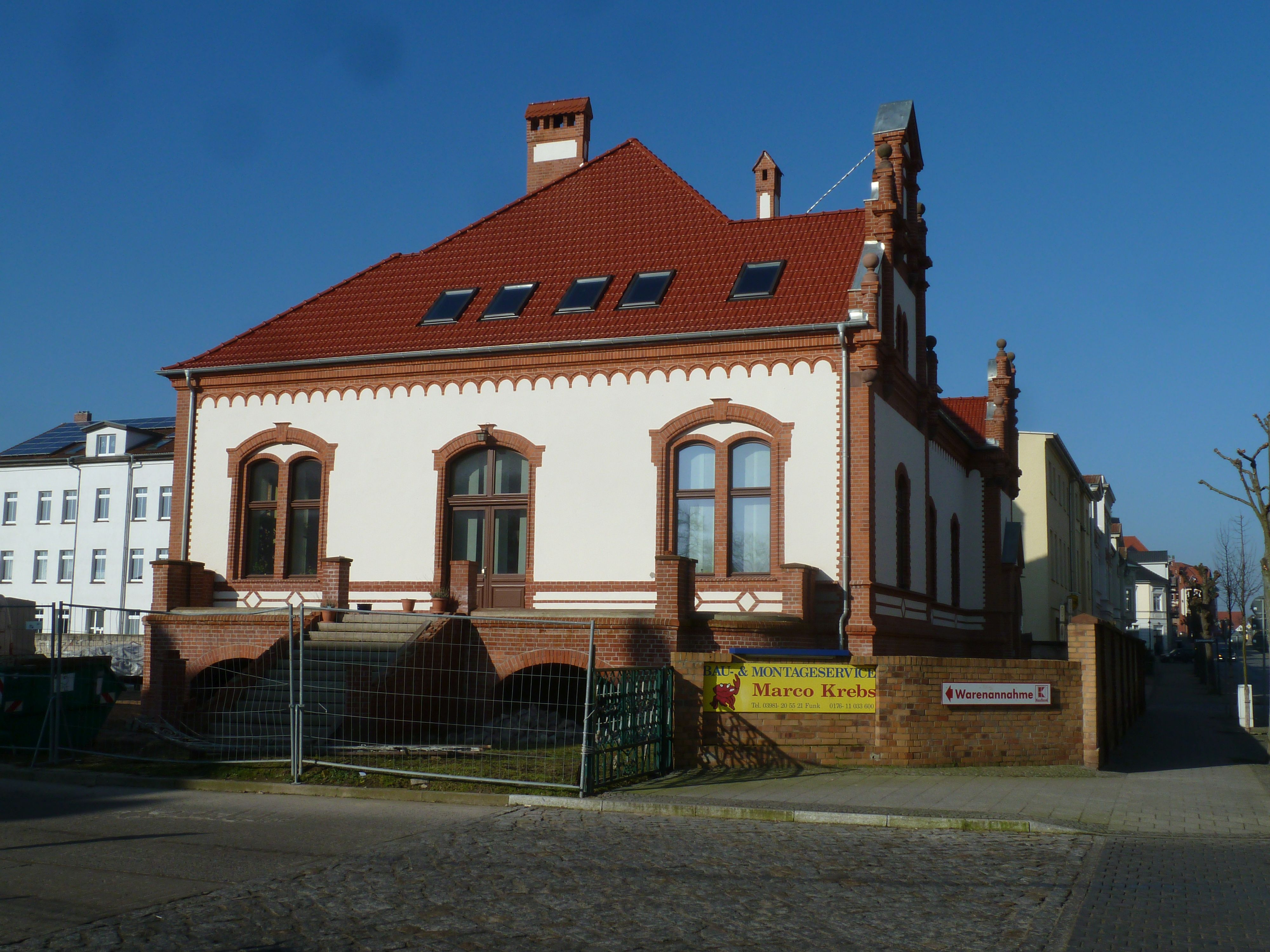
Offizierskasino der ehm. Kaserne

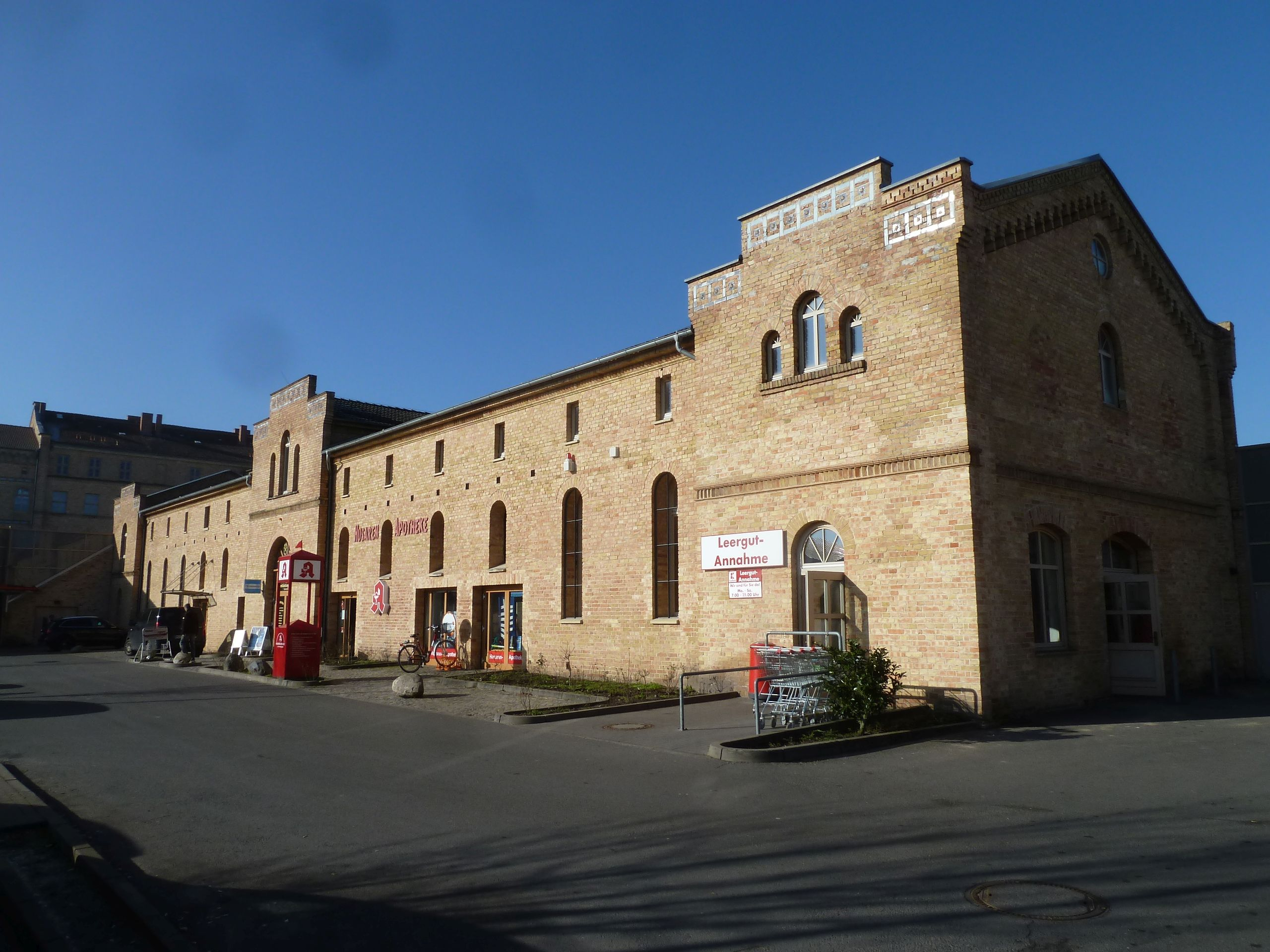
Ehem. Pferdestall, heute Teil des Einkaufszentrums

Die Residenzstadt Neustrelitz mit 20.151 Einwohnern (2020) wurde erstmals 1732 erwähnt.

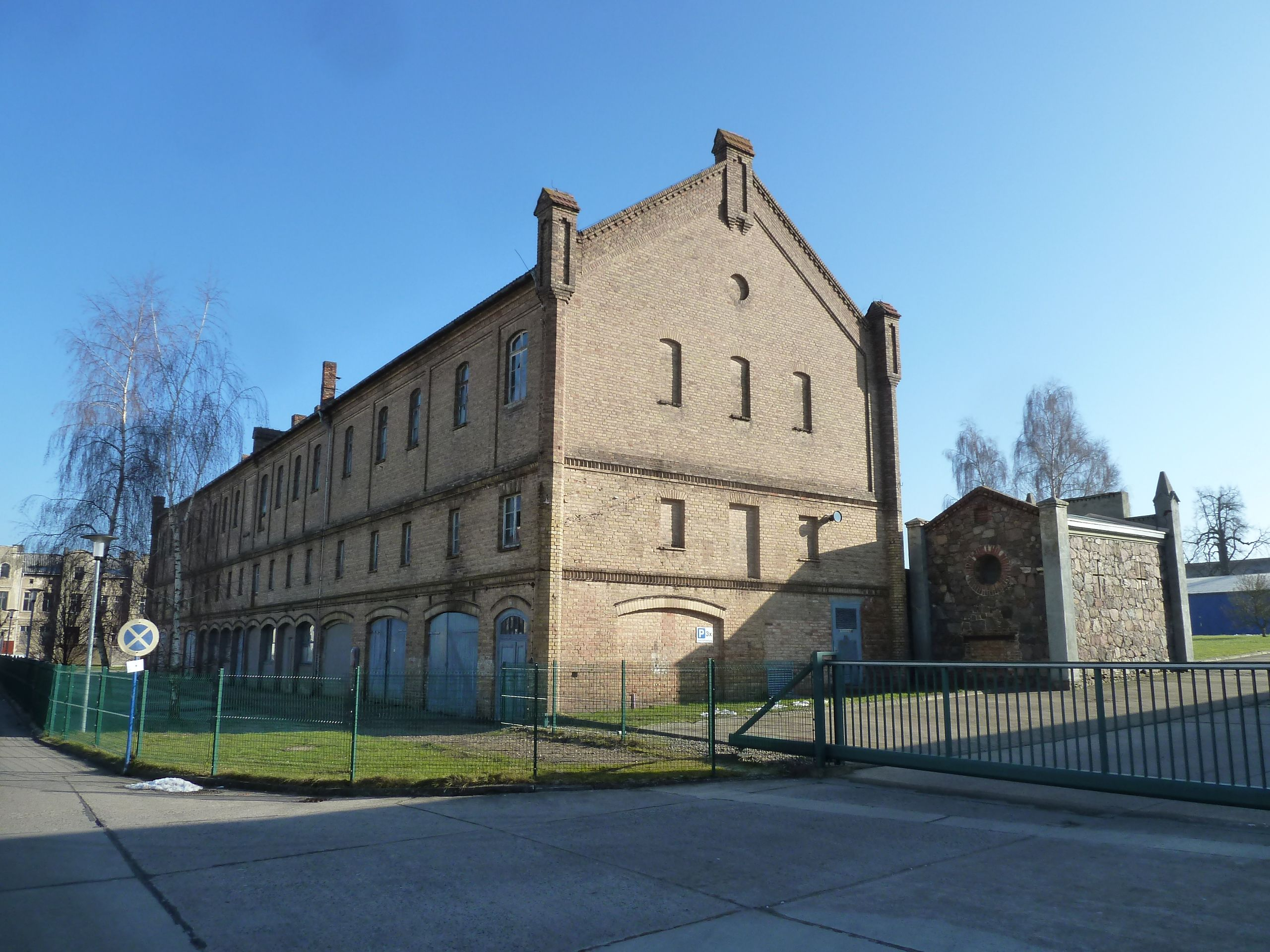
Ehem. Kanonen- und Wagenhaus, daneben das Mausoleum

Das Herzogtum Mecklenburg-Strelitz mit der Landeshauptstadt Neustrelitz hatte seit 1701 lediglich eine 100-köpfige Leibgarde zu Fuß in Strelitz, die das Herzoghaus und den Hofstaat schützen sollte. 1755 wurde eine zweite Kompanie der Leibgarde aufgestellt mit verschiedenen Standorten. 1808 entstand ein leichtes Infanterie-Bataillon in der Garnisonstadt. 1821 hatte Mecklenburg-Strelitz ein 720 Mann starkes Bataillon. 1859 erhielt eine Batterie in der Stadt leichte Artillerie. 1867 wurde das nunmehr II. Bataillon (ab 1880 volkstümlich auch Goldenes Bataillon genannt) Teil des Großherzoglich Mecklenburgischen Grenadier-Regiment Nr. 89, demobilisiert 1919. 1935 war Neustrelitz wieder Garnisonstadt für Teile des Infanterieregiments Döberitz (IR 48).
Ab 1846 wurden die Kaserne, der anschließende zwei- und dreigeschossige Pferdestall, das Offiziers-Casino an der Augustastraße, das dreigeschossige Kanonen- und Wagenhaus, daneben das Mausoleum und ein bis 1949 genutztes kleines Wachhäuschen an der Kasernenstraße auf dem Gelände eines früheren Friedhofs gebaut.
Die drei- und viergeschossige 28-achsige gelb-verklinkerte historisierende Kaserne mit den zwei prägenden Risaliten wurde 1846 und 1861 nach Plänen von Landesbaumeister Friedrich Wilhelm Buttel gebaut. Betont wurden die Gebäudeecken und die Risalite durch runde Fialen auf runden Säulen. Die markanten hohen Gesimse sind reichlich verziert mit Rundbögen.
Hier waren die o. a. Bataillone stationiert mit in Friedenszeiten 220 Soldaten als Stamm des Bataillons sowie um die 25 Husaren für Ordonnanz- und Gendarmeriedienste. Von 1919 bis 1934 war hier die Ordnungspolizei untergebracht. Von 1935 bis 1945 war hier wieder das Militär mit der S-Schwadron/Fahrabteilung (1935/38) und der Flugmeldung-Lehrkompanie (1938/45) sowie die Rote Armee der Sowjetunion (1945/49). Von 1960 bis 1990 war hier die Bereitschaftspolizei.
Im Rahmen der Städtebauförderung wurde das Gebäude nach 1991 gesichert und später von der Stadt verkauft. Seit dem Umbau im Jahr 2009 zum Einkaufszentrum wird es als Büro- und Geschäftsgebäude genutzt und ist unter dem Namen Husarenmarkt bekannt.
Weiterhin gab es in Neustrelitz noch eine Wehrmachtskaserne im Norden und die Muna Fürstensee/Neustrelitz im Süden.